# منذر بن جارود
منذر بن جارود از تابعین است و کارگزار علی بن ابی طالب در اصطخر بود.
پدرش، جارود، از قبل از اسلام مسیحی بود و بزرگ عبدالقیس به شمار می رفت. او همراه جمعی از عبدالقیس  نزد محمد، پیامبر اسلام، رفت و مسلمان شد. پس از رحلت پیامبر اسلام محمد مصطفی ، وی عبدالقیس را به پایداری بر اسلام خواند و از ارتداد بازداشت. در زمان حمله اعراب به ایران در نهاوند یا فارس کشته شد.
علی در زمان خلافتش، منذر را به امارت اصطخر گماشت. اما، سپس به دلیل دست اندازی به بیت المال، خوشگذارنی، دنیاگرایی، خویشاوندگرایی و تکبر از سمتش برکنارش کرد. بعد از آن مدتی در کوفه بازداشتش کرد تا زمانی که قسم خورد که مالی از بیت المال برنداشته است.
دختر منذر همسر عبیدالله بن زیاد، حاکم بصره بود. زمانی که حسین بن علی نامه‌ای برای دعوت از مردم بصره برای شرکت در قیام علیه یزید بن معاویه به منذر و چند تن دیگر از بزرگان آن شهر فرستاد، منذر که فکر می کرد این کار دسیسه  ابن زیاد است، فرستاده و نامه را نزد وی برد و منجر به قتل فرستاده نوسط عبیدالله شد. عبیدالله بعداً وی را با خود به کوفه برد و بنا بر نقلی، سپس به مرز هند فرستاد، که در سال ۶۲ یا ۶۳ هجری در آنجا درگذشت.